# Gurtenfestival

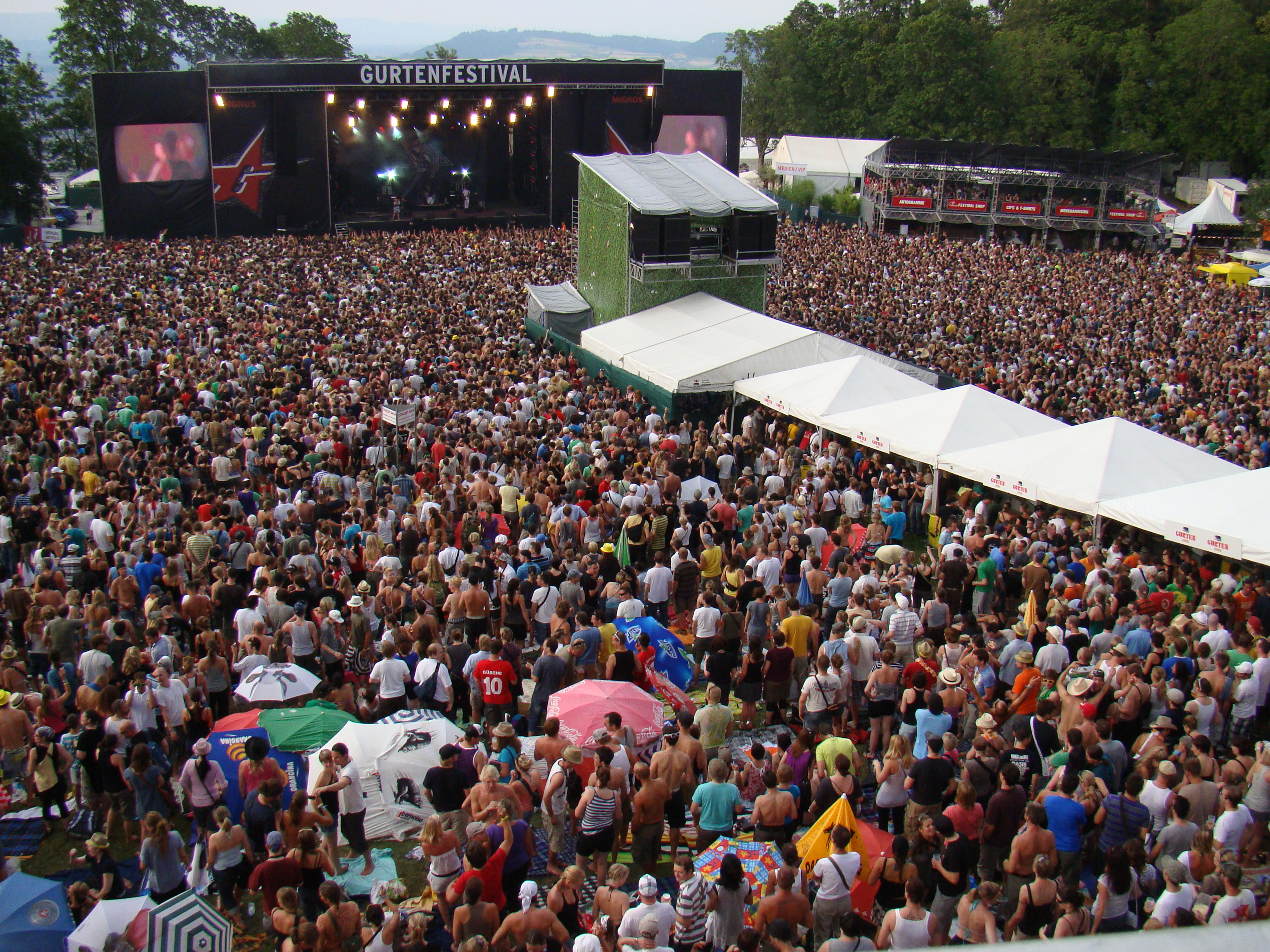
Veduta del pubblico del Gurtenfestival 2010 durante l'esibizione dei Gossip

Il Gurtenfestival è un festival musicale della durata di quattro giorni che si tiene annualmente sul monte Gurten a Köniz, presso Berna in Svizzera, dal 1977.
Importante evento del panorama pop e rock europeo, nacque nel 1977 come festival internazionale di musica folk. In poco tempo divenne uno dei principali eventi musicali della Svizzera e, specie dagli anni novanta, di tutta l'Europa.